# Andreas Achenbach

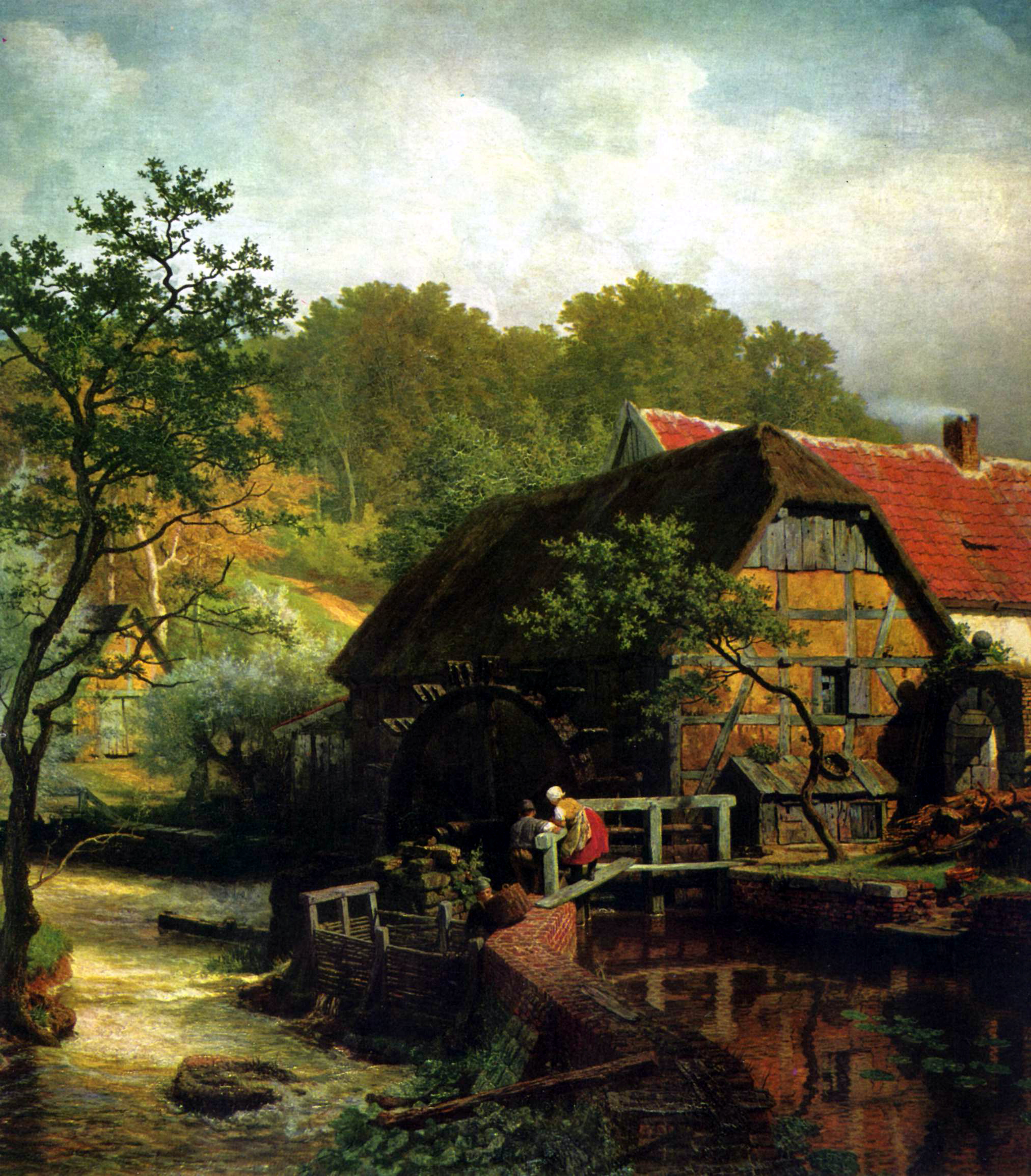
Molino en Westfalia, 1863.

Andreas Achenbach (29 de septiembre de 1815 - 1 de abril de 1910) fue un pintor alemán.

## Biografía
Nació en Kassel, comenzó su educación artística en 1827 en Düsseldorf bajo las enseñanzas de Friedrich Wilhelm Schadow en la Academia de Pintura de Düsseldorf. En sus primeros trabajos siguió el idealismo romántico alemán, pero tras mudarse a Múnich en 1835, la influencia de Louis Gurlitt lo guio a otros rumbos y se convirtió en el fundador de la escuela realista alemana.
Un gran número de sus trabajos pueden ser encontrados en la Galería Nacional de Berlín, el Neue Pinakothek en Múnich y las galerías de Dresde, Darmstadt, Colonia, Düsseldorf, Leipzig y Hamburgo.
Falleció en Düsseldorf.
Su hermano, Oswald Achenbach (1827-1905), también fue un pintor.